# Barrio el Capulín
Barrio el Capulín är en ort i kommunen Otzolotepec i delstaten Mexiko i Mexiko. Samhället hade 441 invånare vid folkräkningen år 2020.